# Cung điện Hoàng gia Thái Lan

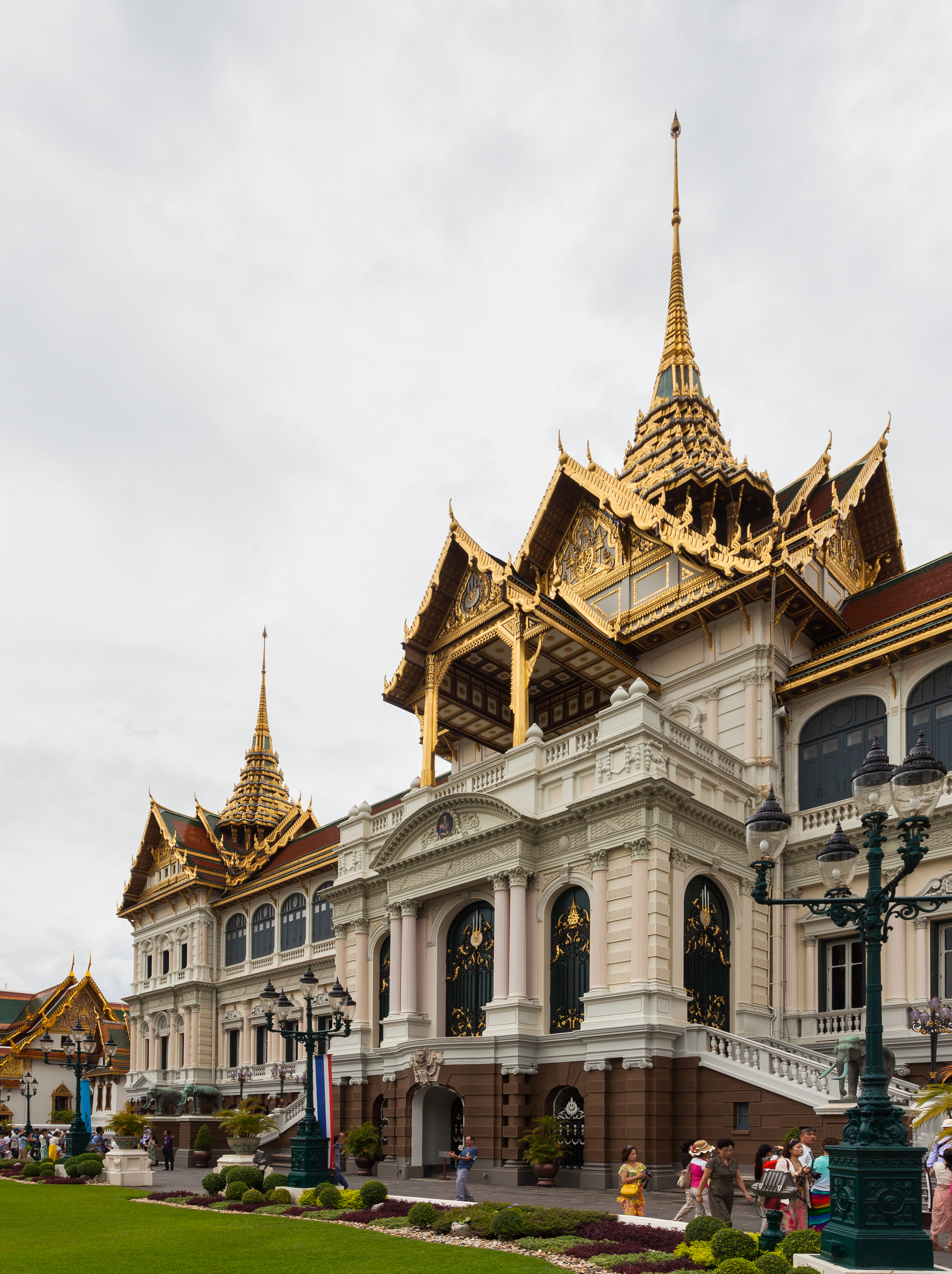
Hoàng cung ở thủ đô Bangkok.

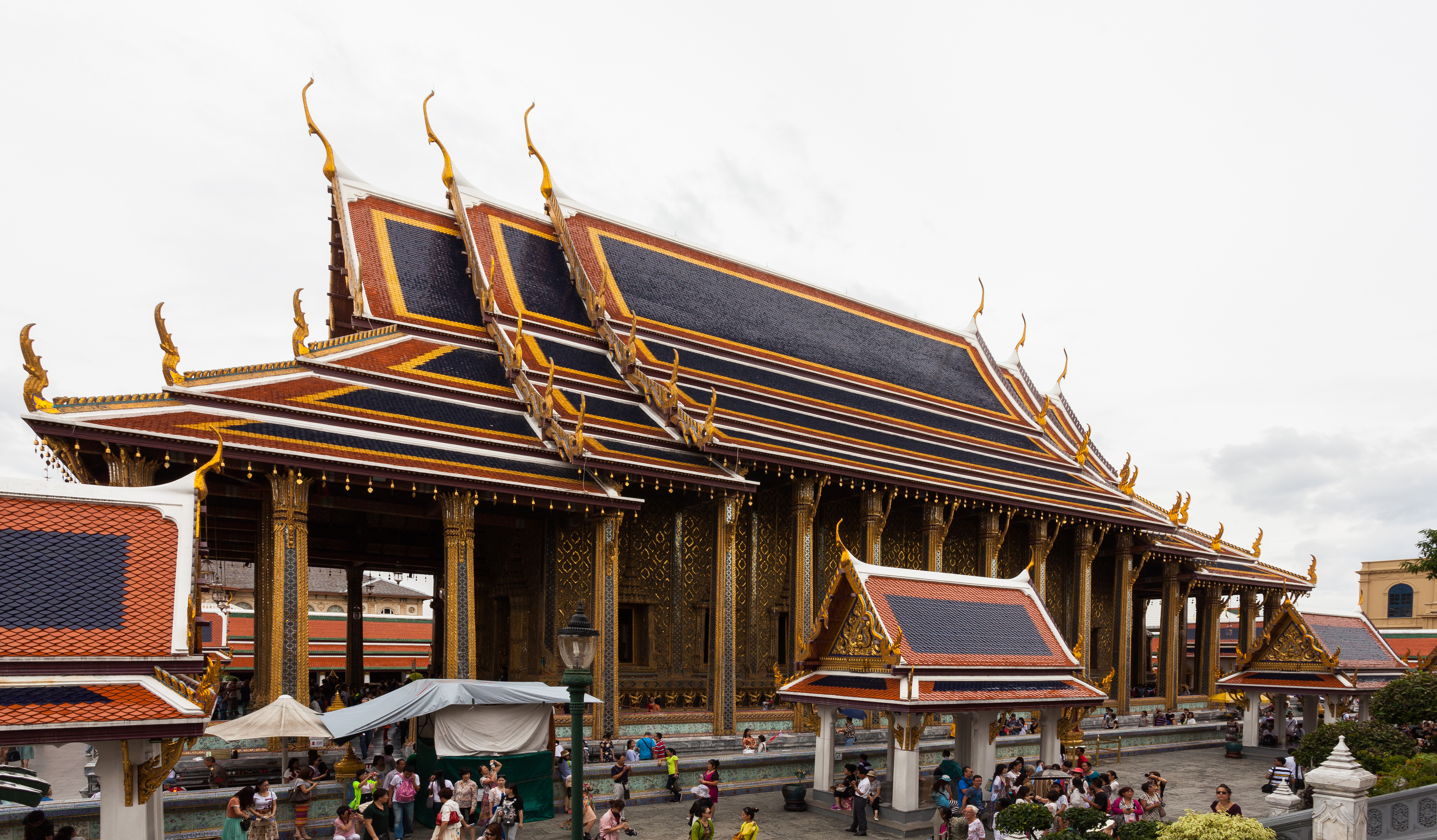
Nhà nguyện Phật ngọc lục bảo.

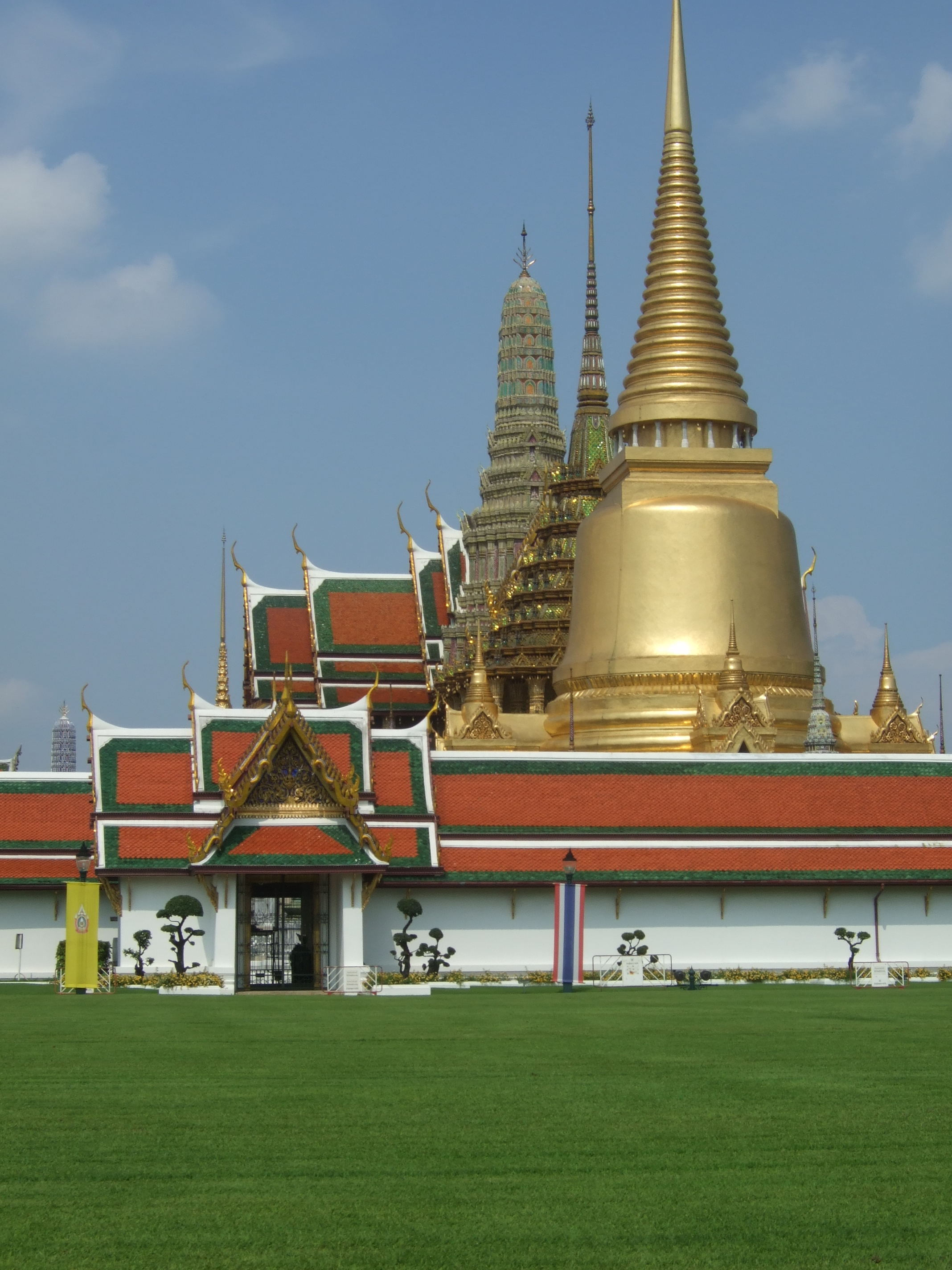
Wat Phra Kaew nhìn từ Hoàng cung.

Cung điện Hoàng gia Thái Lan ở Băng Cốc (tiếng Thái: พระบรมมหาราชวัง Phra Borom Maha Ratcha Wang) là một khu phức hợp các di tích nằm kề nhau gồm: Cung điện Chitralada, Quốc tự Wat Phra Kaew, Chakri Mahaprasad, Hoàng cung và Cung điện Huy Hoàng.
Vào năm 1782, khi Rama I lật đổ Taksin, sáng lập Vương triều Chakri và quyết định chuyển nơi ở của Hoàng gia từ Hoàng cung ở Thonburi (tỉnh Thoburi cũ, được sáp nhập vào Bangkok từ năm 1972) bên tả ngạn sông Chao Phraya tới Rattanakosin (nơi mà ngày nay là trung tâm Bangkok) ở hữu ngạn Chao Phraya, ông bắt đầu cho xây dựng một loạt kiến trúc bao gồm các cung điện và đền đài xa hoa tại đó để biểu lộ thân phận cao quý của Vương tộc. Từ đó về sau, mỗi Quốc vương kế tục đều cho xây thêm một vài công trình kiến trúc. Ngày nay, Hoàng cung thể hiện rõ một kiểu kiến trúc phức hợp, pha trộn giữa truyền thống Thái và Trung Hoa, cho đến thời Phục Hưng của Pháp và Ý.
Giống như sơ đồ bố trí với Hoàng cung tại Ayuthaya, Hoàng cung ở Bangkok có rào xung quanh, biểu hiện đặc điểm pha trộn của Thái Lan giữa những yếu tố trần thế và thần linh. Có những bức tường cao bao bọc xung quanh, có lỗ châu mai và có hai lối đi vào bằng cổng chính.

## Lịch sử
Cung điện Hoàng gia Thái Lan được bắt đầu từ ngày 06/04/1782, theo lệnh của Phật vương Yodfa Chulaloke (Rama I). Sau khi lên ngôi thay thế vua Taksin triều Thonburi, Rama I đã có ý định xây dựng một đô thành mới cho triều đại Chakri. Ông quyết định di dời vị trí quyền lực từ các thành phố Thonburi, phía tây sông Chao Phraya, đến phía đông tại Bangkok. Kinh đô mới được tạo thành hòn đảo nhân tạo khi kênh được đào dọc theo bờ phía đông. Hòn đảo được đặt tên là 'đảo Rattanakosin'. Trước đó Hoàng cung là Hoàng cung Derm được xây dựng cho Vua Taksin vào năm 1768.
Hoàng cung mới được xây dựng trên một mảnh đất hình chữ nhật phía tây của hòn đảo, giữa Wat Pho ở phía nam, Wat Mahathat ở phía bắc và với sông Chao Phraya dọc theo phía tây. Vị trí này trước đó do cộng đồng người Hoa chiếm giữ, Rama I đã ra lệnh cho cộng đồng chuyển đến một khu vực phía nam và bên ngoài các bức tường thành phố; Ngày nay khu vực này được gọi là Yaowarat (khu người Hoa).
Do vật liệu được chuẩn bị trong thời gian ngắn và kinh phí không đủ, cung điện ban đầu được xây dựng hoàn toàn bằng gỗ, các kết cấu khác nhau và được bao quanh bởi hàng rào đơn giản. Ngày 10/6/1782, nhà vua tổ chức nghi lễ vượt sông từ Thonburi đến cung điện mới. Ba ngày sau đó vào ngày 13/6, nhà Vua tổ chức lễ đăng quang vắn tắt, trở thành vị vua đầu tiên của Vương quốc Rattanakosin mới. Trong vài năm sau nhà vua bắt đầu thay thế các cấu trúc bằng gỗ việc tái thiết, tái xây dựng các bức tường, pháo đài, cổng, điện vương và khu ở của Hoàng gia. Công trình tái xây dựng này bao gồm một ngôi chùa, hiện tại được gọi là chùa Phật Ngọc.
Để tìm vật liệu nhiều hơn cho các công trình xây dựng, Vua Rama I ra lệnh cho người của mình để đi lên thượng nguồn đến kinh đô cũ của Ayutthaya, đã bị phá hủy vào năm 1767 trong cuộc chiến tranh giữa Miến Điện và Xiêm. Họ được giao nhiệm vụ tháo dỡ và loại bỏ như gạch và một số vật liệu khác họ có thể tìm thấy, trong khi không loại bỏ bất kỳ từ những ngôi đền. Họ bắt đầu bằng cách lấy vật liệu từ các pháo đài và các bức tường của thành phố; và cuối cùng họ đã san bằng Hoàng cung cũ. Những viên gạch được chở xuống sông Chao Phraya bằng sà lan, nơi họ đã dần dần đưa vào các bức tường của Bangkok và Đại Hoàng cung. Hầu hết các xây dựng ban đầu của Đại Hoàng cung dưới thời trị vì của Vua Rama I để thực hiện bằng nghĩa vụ hoặc bắt buộc. Sau khi hoàn thành các bước cuối cùng xây dựng đại điện đăng quang, nhà Vua tổ chức lễ đăng quang theo truyền thống một cách đầy đủ vào năm 1785.
Cách bố trí của Đại Hoàng cung tương tự Hoàng cung Ayutthaya tại vị trí, tổ chức, và các khu vực của tòa nhà riêng biệt, tường, cửa và pháo đài. Cả hai cung điện gắn liền với đặc trưng gần gũi với dòng sông. Các vị trí nhằm mục đích phục vụ như là một giai đoạn rước thuyền trong các nghi lễ cũng tương ứng với cung điện cũ. Về phía bắc của Đại Hoàng Cung có một mảnh đất lớn, Thung Phra Men (bây giờ gọi là Sanam Luang), được sử dụng như là một không gian mở cho các nghi lễ Hoàng gia và là quảng trường diễu hành. Tại Hoàng cung Ayutthaya cũng có một khu vực có chức năng tương tự. Con đường chạy từ bắc dẫn tới Pháo đài Hoàng cung (Tiền Cung), nơi ở của vua thứ 2 (phó vương) Xiêm La.
Đại Hoàng Cung được chia thành bốn khu chính, ngăn cách nhau bởi vô số tường và cửa: Ngoại cung, Trung cung, Nội cung và Chùa Phật Ngọc. Mỗi chức năng của các cung điện và quyền ra vào được xác định bởi pháp luật và truyền thống. Ngoại cung nằm phía tây bắc của Đại Hoàng cung; bên trong gồm văn phòng Hoàng gia và (trước đây) Bộ nhà nước. Phía đông bắc là Chùa Phật Ngọc, nơi cầu nguyện Hoàng gia và nhà Phật Ngọc. Trung cung vị trí quan trọng nhất gồm Đại điện Nhà nước và Đại điện đăng quang. Nội cung, nằm ở cuối phía nam gồm các cấu trúc phức tạp, được chỉ dành cho phái nữ, vì nó đặt hậu cung của nhà vua.
Trong suốt triều đại của Phật vương Loetla Nabhalai (Rama II), tổng diện tích của Đại Hoàng Cung được mở rộng về phía nam đến tường của Wat Pho. Trước đây khu vực này là nơi có trụ sở các cơ quan Hoàng gia khác nhau. Sự mở rộng này làm tăng diện tích của cung điện từ 213.674 mét vuông (2.299.970 dặm vuông) đến 218.400 mét vuông (2.351.000 dặm vuông). Bức tường mới, pháo đài và cổng được xây dựng để phù hợp với sự mở rộng. Sau đợt mở rộng này việc thiết kế được thực hiện bên trong.
Theo truyền thống, cung điện ban đầu được gọi là Phra Ratcha Wang Luang (พระราชวัง หลวง) hoặc 'Hoàng Cung', tương tự như các cung điện cũ ở Ayutthaya. Tuy nhiên, dưới thời trị vì của vua Mongkut (Rama IV) tên Phra Boromma Maha Ratcha Wang hoặc 'Đại Hoàng Cung' lần đầu tiên được sử dụng trong các tài liệu chính thức. Sự thay đổi này của tên đã được thực hiện bởi Hoàng tử Chutamani (em trai nhà vua) với danh hiệu phó vương Pinklao năm 1851. Việc công bố danh hiệu của mình mô tả hoàng cung như là cung điện "tối cao" (บรม; Borom) và 'vĩ đại' (มหา; Maha). Danh hiệu này đã được đưa ra để phân biệt với các cung điện khác và cung điện phó vương (Tiền Cung), còn được gọi là Phra Bovorn Ratcha Wang (พระ บวร ราชวัง) hoặc cung điện 'vinh quang' (บวร; Bovorn).
Trong suốt thời kỳ quân chủ chuyên chế 1782-1932, Đại Hoàng Cung là trung tâm hành chính và tôn giáo cả nước. Là nơi cư ngụ chính của quốc vương, trong cung điện cũng là nơi hoạt động của chính phủ, với hàng ngàn người bao gồm cả vệ binh, quan chức, cung phi, công chúa, các Bộ trưởng và các cận thần. Đại Hoàng Cung được coi như là một thành phố trong Bangkok. Vì lý do đặc biệt này Luật Hoàng Cung đã được tạo ra để trị vì nhân dân và thiết lập hệ thống phân cấp và trật tự.
Đến những năm 1920 một loạt các cung điện được xây dựng mới với mục đích sử dụng của nhà vua; gồm cung điện hiện đại hơn cung điện Dusit, được xây dựng vào năm 1903 và Cung điện Phaya Thai vào năm 1909. Những cung điện ở Bangkok khác nhau bắt đầu thay thế Đại Hoàng Cung là địa điểm chính cư ngụ cho nhà vua và triều đình của ông. Cho đến năm 1925 sự chuyển dần ra khỏi cung điện đã được hoàn tất. Sự phát triển và tập trung của nhà nước Xiêm cũng có nghĩa là các cơ quan chính phủ khác nhau đã phát triển về kích thước và cuối cùng đã được chuyển ra khỏi Đại Hoàng Cung đến các trụ sở. Mặc dù vậy Đại Hoàng cung vẫn là nới tổ chức chính thức và lễ nghi của chế độ quân chủ. Sự kết thúc của chế độ quân chủ tuyệt đối đến năm 1932, khi cuộc cách mạng lật đổ chế độ truyền thống và thay thế bằng chế độ quân chủ lập hiến.
Ngày nay Đại Hoàng cung vẫn là nơi tổ chức nghi lễ đồng thời phục vụ du lịch.

## Hoàng cung

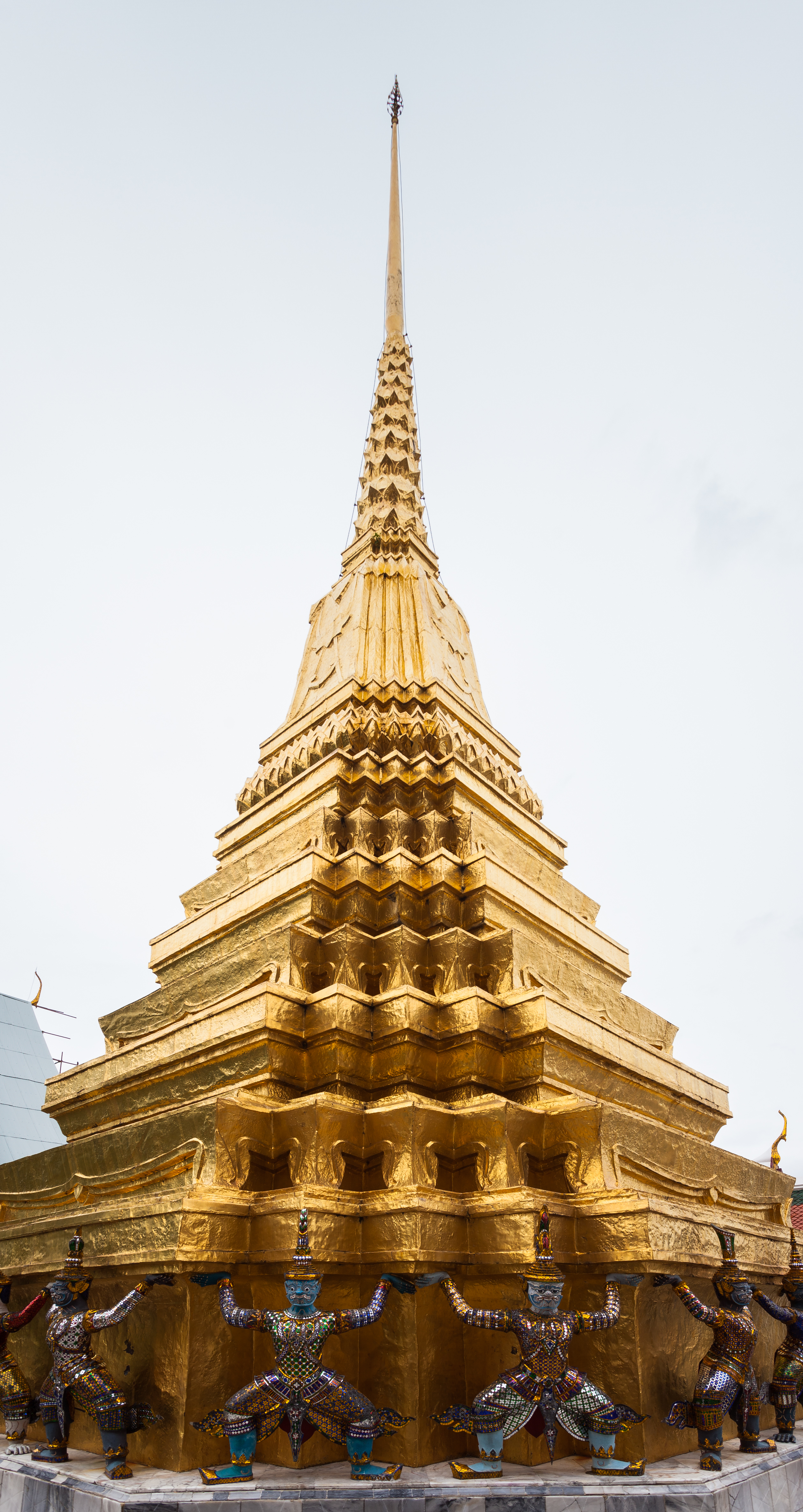
Vàng Chedi.

Hoàng cung là một ví dụ điển hình của việc kết hợp kiến trúc truyền thống Thái Lan với phong cách phương Tây. Tuy ngày nay cung điện này không còn là nơi ở của Hoàng gia Thái Lan, nhưng nó vẫn là địa điểm diễn ra các sự kiện quan trọng, trong đó có cả lễ đăng quang của quốc vương. Nhiều người Thái tin rằng những ai viếng thăm ngôi chùa trong cung điện nơi có bức tượng Phật bằng ngọc xanh sẽ nhận được phước lành.

## Cung điện Huy Hoàng
Cung điện Huy Hoàng chiếm một khoảnh đất 1,5 km², hằng ngày mở cửa từ 8h đến 11h30 sáng và từ 1h đến 3h30 chiều, đón khách có thu phí, yêu cầu trang phục nghiêm trang. Nơi đây là một khu vực rộng lớn gồm: đền thờ hoàng tộc, nơi sưu tầm vũ khí Hoàng gia, những đồng tiền và viện bảo tàng nhỏ lưu giữ đồ tạo tác của cung điện Huy Hoàng.
Khi quốc vương Ananda Mahidol (Rama VIII) qua đời vào năm 1946, em ông là quốc vương Bhumibol Adulyadej (Rama IX) lên nối ngôi, hoàng cung mới được xây dựng hiện đại và tiện nghi hơn tại vùng Dusit cách đó không xa. Hiện thời, cung điện Huy Hoàng chỉ được sử dụng làm nơi tổ chức đại yến của quốc gia, của Hoàng gia và cử hành những buổi lễ quốc gia.

## Hậu cung
Nội Cung, hay 「Khet Phra Racha Than Chan Nai; เขต พระ ราชฐาน ชั้น ใน」, gọi đơn giản là Fai Nai (ฝ่าย ใน; nghĩa đen là "Bên trong"), chiếm khu vực phía Nam quần thể Đại Hoàng cung. Khu vực này là nơi ở của nhà Vua và hậu cung. Các hậu cung tần ngự thường được dân chúng gọi là "Cấm nữ" hay 「Nang harm; นาง ห้าม」. Ngoài ra, con cái của nhà Vua, vô số cung nữ và người hầu cũng cư ngụ trong Nội Cung. Hậu cung của nhà Vua được chọn từ các gia đình cao quý, điển hình như vương tộc và quý tộc, đôi khi cũng có cống nữ từ các xứ chư hầu. Chế độ hậu cung trên thực tế đã chấm dứt dưới thời Vua Rama VI khi ông từ chối nạp thiếp. Tuy nhiên sự tồn tại của hậu cung chỉ chính thức kết thúc dưới thời Vua Rama VII vào đầu thế kỷ 20, khi nhà Vua ra lệnh cấm tục này và chỉ lấy một người vợ duy nhất: Vương hậu Rambhai Barni. Đến thời điểm này, số người sống trong Nội Cung giảm xuống chỉ còn vài người (đa số là các cung phi triều trước) và dần dần không còn ai. Về mặt lịch sử, Nội Cung gần như là một khu dân cư, phân tách bởi một vài con hẻm và bãi cỏ, bên trong có cửa tiệm, nội các, học viện, nhà kho, với các phép tắc và cung quy, mọi công việc giám sát điều hành đều thuộc quyền hậu phi. Những người đàn ông làm những công việc đặc thù như sửa chữa, tu bổ và bác sĩ khi vào Nội Cung làm nhiệm vụ phải được các cận vệ nữ giám sát. Các Vương tử được nuôi dạy trong Nội cho đến tuổi dậy thì, sau khi làm lễ cạo đầu, tất cả sẽ được đưa ra ngoài để học hành. Hiện tại Nội Cung không có ai sinh sống và các viện bên trong không được sử dụng cho bất kỳ mục đích nào, tuy nhiên cho đến nay toàn bộ Nội Cung vẫn không được mở cửa cho công chúng tham quan.
Số người sống trong Nội Cung thay đổi theo từng thời kỳ, nhưng căn cứ tất cả các ghi chép thì đều rất lớn. Vương hậu có hệ thống nhân sự riêng với khoảng 200 đến 300 cung nữ. Đa số cung nữ được chọn từ các gia đình quý tộc, các tiểu Vương nữ cũng sở hữu một số lượng người hầu nhất định. Mỗi phi thiếp, còn gọi là 「Chao Chom; เจ้าจอม」, cũng có một hệ thống nhân sự hầu hạ khá lớn, số lượng người hầu sẽ tăng lên đáng kể nếu phi thiếp nào sinh con cho nhà Vua, bởi theo lệ nếu có con thì vị phi đó sẽ được nâng lên địa vị 「Chao Chom Manda; เจ้าจอมมารดา」, tương ứng với "Phi mẫu". Mỗi hậu cung tần ngự có một viện riêng, quy mô tương xứng với cấp bậc và địa vị dựa theo cung quy. Tổng cộng số người sống trong Nội Cung ở một thời điểm nhất định có thể lên đến gần 3.000 người.